# 이유리 (성우)
이유리(1985년 1월 25일~)은 한국의 여자 성우이다. 2012년 대원방송 성우극회 공채 3기로 입사하였다.

## 출연작품

### 애니메이션
- 엑스가리온 - 카탈레나
- 울트라 키즈짱 - 핑코
- 달의 요정 세일러문 R (대원방송) - 꼬마 세라(치비우사) / 선생님
- 디지몬 크로스워즈 - 디지몬 헌터 - 이미라(미라) / 장도훈 / 퍼그몬 / 트레일몬
- 왕괴짜 돈만이 - 돈만이 어머니 / 지숙
- 소년탐정 김전일 Original - 쿄코 / 패트리샤
- 벨제바브 - 안젤리카 / 사티라 / 우메미야 / 아기델 / 오야마
- 캡틴 근육맨 - 와스프 / 완두콩맨 / 울보맨 / 글루맨
- 스위트 프리큐어 - 페어리 톤 / 크레센도 톤
- 바쿠만 - 아오키 / 모리타카 엄마
- 츠리타마 - 에리카
- 도라에몽 - 미미
- 미나미家 세자매 4기 (애니박스) - 리코 / 토마
- 코토우라양 (애니박스)
- 페어리 테일 - 카챠 / 에버그린 / 오바 / 베스
- 팡팡! 불량로봇 대소동 (챔프) - 위짓
- 기동전사 건담 AGE (챔프TV) - 미레스 / 하로 / 유우 / 지라드
- 랄라룹시 - 미튼스 / 피클스
- 드래곤볼 - 럭키 / 비델
- 원피스 - 후쿠로 / 어린조로 / 어린상디 / 카야 / 메리 / 마키노
- 스핀배틀 몬수노 - 탱고 / 키미 / 라체트
- 달의 요정 세일러문 S (대원방송) - 꼬마 세라(치비우사) (세일러 치비문)
- 스마일 프리큐어! - 키세 치하루
- 해피니스 차지 프리큐어! - 오하나 / 큐어 선셋
- 포켓몬스터 XY
- 해피해피 다마고치! - 다코윈나치 / 다마코코
- 트로피컬 루즈! 프리큐어 - 로라(큐어 라메르)
- 닌타마 란타로 24기 (KBS 키즈) - 키타이시
- 베리베리 뮤우뮤우 뉴 (KBS Kids) - 연그린
- 새콤달콤 캐치! 티니핑 - 눈꽃핑

### 애니메이션 영화
- 피노키오의 모험 - 코코
- 페어리 테일 극장판 - 봉황의 무녀
- 짱구는 못말려 태풍을 부르는 나와 우주의 프린세스
- 짱구는 못말려 엄청 맛있어! B급 음식 서바이벌 - 향단
- 달빛궁궐 - 박쥐상궁
- 스트로베리 쇼트케이크와 베리 늪의 괴물 - 스트로베리

### 게임
- 헤일로5 - 커맨더
- 백발백중 for kakao - 안젤라
- 괴리성 밀리언 아서 - 가련형 석탈해, 아장형 렘, 마창형 렘
- 사커 스피리츠 - 은하수, 실크
- 사무라이 쇼다운 슬래쉬 - 니코루루
- 카오스 온라인 - 잼, 페르다, 세레나
- 검은 사막
- 하얀 고양이 프로젝트
- 몬스터 스트라이크
- 사우전드 메모리
- 천애명월드
- 원신 - 카미사토 아야카 영화

- 싸움
- (장편영화)꾼 - 앵커 역
- 한 눈에 반하다
- 더블캐스팅

### 외화
- 가면라이더 오즈 - 김미숙
- 파워레인저 고버스터즈- 재인 (재키 누님) (요시키 리사) / 태양
- 가면라이더 포제 - 마소희 / 박소연
- 파워레인저 다이노포스 - 이리나

### 드라마
- 히어로 (OCN) - 여기자
- 드라마의 제왕 (SBS) - 아나운서
- 별도 달도 따줄게 (KBS)

### 방송
- 김현욱의 굿모닝 (채널A)
- 기막힌 이야기 실제상황 (MBN)
- 굿모닝 대한민국 (KBS)
- 지금N (Tbroad)
- SBS 스페셜 (SBS)

### 광고
- 페이스북
- 코카콜라 100주년 기념광고 - 헤리티지 CM
- 환타 - 얼려먹는 환타 오렌지 CM
- 한진 관광 - 크로아티아 CM
- 캘리포니아 월넛 - 바이럴 CM
- 어나더데이 - 북 트레일러
- Cuerisson 마유크림 - 바이럴 CM
- 애니원, 애니박스, 챔프 채널 스팟

### 진행
- 한국 성우 협회 연수회 MC
- 다문화 가정을 위한 한마음 콘서트 MC
- 서울시 사회적 경제 한마당 MC
- 미래에셋 생명 기업 연도 시상식 고정 MC
- BOSCH 한국 지사 임원진 송년 행사 MC
- 부에노스 아이레스 요셉의 창고 MC

### 연극
- (성우협회 낭독 연극)맹진사댁 경사 - 갑분이 역